# Palau Abacial del Pont de Suert
El Palau Abacial és una obra del Pont de Suert, a la comarca de l'Alta Ribagorça, protegida com a Bé Cultural d'Interès Local. A la darreria de l'any 2023 s'hi va instal·lar l'Arxiu Comarcal de l'Alta Ribagorça, després d'una àmplia reforma segons el projecte dels arquitectes Ramon Solana i Alejandro Royo.

## Descripció

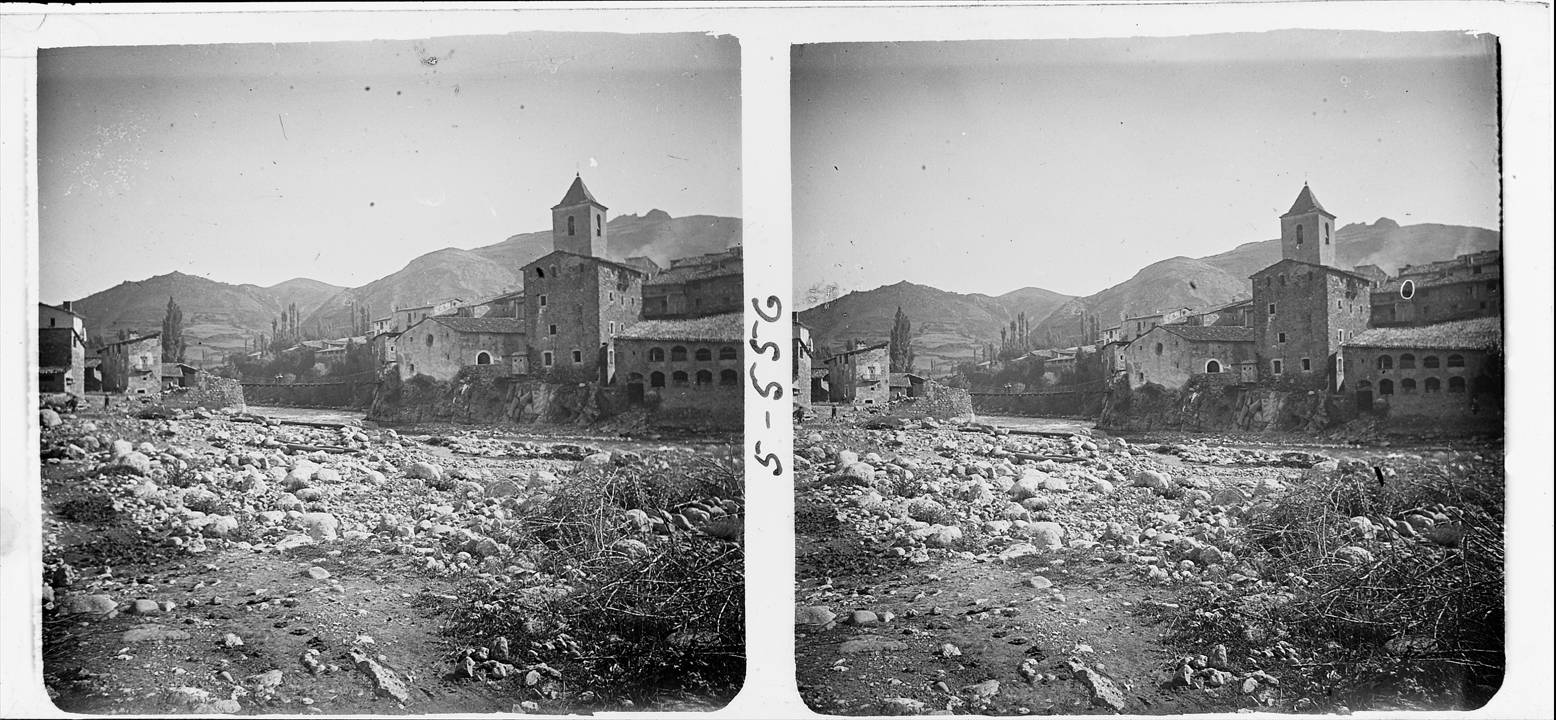
L'antiga església i el Palau Abacial el 1920

Edifici aïllat, de planta rectangular, de quatre plantes d'alçària i coberta a dues vessants. Les obertures són finestres disposades irregularment als murs de carreus de pedra reblats i arrebossats. Es caracteritza pel campanar separat de l'antiga església i annex a la cantonada. Les cobertes són de teula àrab. El conjunt de casa rectoral amb campanar i l'església defineixen una placeta que s'obre en un mirador a la ribera de la Noguera Ribagorçana.